# Nižní Seliště
Nižní Seliště je vesnice v regionu městsa Chust v Zakarpatské oblasti na Ukrajině. V roce 2001 měla 3 044 obyvatel.

## Geografie
Nižní Seliště se nachází v podhůří Karpat na březích potoka Chustec 15 km od centra okresu města Chust.

## Historie
Z této obce pochází dřevěný kostel sv. Paraskevy, který byl v letech 1936-1937 převezen do Československa.

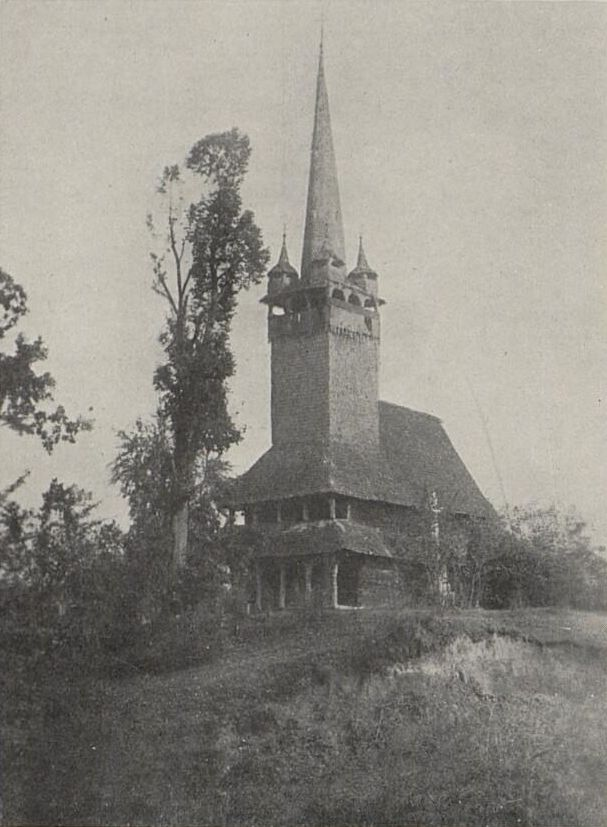
Kostel svaté Paraskevy na svém původním místě v Nižním Selišti